# モンティ・ストラットン
モンティ・フランクリン・ピアース・ストラットン（Monty Franklin Pierce Stratton, 1912年5月21日 - 1982年9月29日）は、アメリカ合衆国テキサス州パラシオス出身のプロ野球選手（投手）。右投右打。ニックネームはガンダー（Gander）。
1938年にウサギ狩りの最中の事故が原因で右足を切断せざるを得なくなり、全盛期を迎えつつあった彼は以後、メジャーリーグベースボール（MLB）の試合に登板出来なかった。義足を装着してマイナーリーグ（MiLB）に復帰する彼の姿はジェームズ・スチュワートが主演し、第22回アカデミー賞においてアカデミー原案賞を受賞した映画『The Stratton Story』（邦題：『甦る熱球』）の主題として描写され、脚光を浴びることになった。

## メジャーリーグのキャリア
メジャーリーグベースボール（MLB）の球団シカゴ・ホワイトソックスで1934年から1938年シーズンまで投手としてプレー。この5シーズンで防御率3.71・36勝23敗・196奪三振の成績を残した。
190cmを超える長身の右投手であるストラットンは1934年6月2日にMLB初登板を果たした。
1937年シーズンは先発投手として防御率2.40・15勝5敗を記録、アメリカンリーグチームのメンバーとして同年のオールスターゲームにも選出された。しかし、足首を痛めてしまったためにゲームには登板出来なかった。翌1938年シーズンは15勝9敗を記録し、先発した22試合のうち17試合に完投した。

## 復帰までの道
1938年11月27日にテキサス州グリーンビル近くの母親が所有する農場でウサギ狩りをしていたストラットンは小川に向かう下り坂で滑って転倒してしまい、その拍子に誤って猟銃を暴発させてしまった。暴発弾は彼の右足に当たり、農場の家の前で倒れているところを家族の者に発見された。大腿動脈の損傷がひどかったために翌日には感染を防ぐために右足の切断手術を受けた。
1939年5月1日にホワイトソックス球団はコミスキー・パークにおいて、シカゴ・カブスとの慈善試合を主催した。この試合に登板したストラットンは装着するようになった義足にまだ重心を効果的に移動させられなかったが、投球自体は可能であることを実証し、試合の収益金の約28,000ドルを手にした。ストラットンは義足にもかかわらず、1940年になってもMLBへの復帰を諦めていない考えを明らかにしている。
事故後の3シーズンは現役復帰を目指してシカゴ・ホワイトソックスで打撃投手兼一塁コーチとして働いた。1942年シーズンは短期間に終わったが、マイナーリーグ（MiLB）・D級球団の監督を務めた。
第二次世界大戦への従軍を志願したが、拒否された。その後にグリーンビルでセミプロチームを編成した。義足でも上手く重心移動をして投球出来るようにするにはどうしたら良いかという点を研究するために、主に妻のエセルを捕手役として投球を受けさせ、野球場やリビングルームで常に誰かと組んで共同で練習を行った。
1946年4月27日にMiLB・C級シャーマンでプロ野球復帰を果たし、このシーズンは最終的には防御率4.17・18勝8敗を記録した。ストラットンの復活劇に野球関係者は驚嘆した。フィラデルフィア・スポーツ記者協会によって「1946年の最も勇気のあるアスリート」に選定された。翌1947年シーズンはMiLB・B級ウェーコで防御率6.55・7勝7敗を記録した。MLBへの復帰はついに果たせなかった。MiLBでは1949年、1950年、1953年シーズンも様々な階層のリーグでプレーしたが、合わせて8試合のみの登板にとどまった。ストラットン自身はバント処理は上手くこなしたが、躍動感のあるフォームでは投球出来なかったので、怪我前の速球は投げられなくなったと述べている。
MLBで投げた経験のある片足投手はストラットン以外にもう一人、バート・シェパードがいる。シェパードは第二次世界大戦中にアメリカ陸軍航空隊の一員であったが、搭乗していた戦闘機『P-38ライトニング』がドイツ上空で撃墜され、右足を失った。その後の1945年8月4日にワシントン・セネタースでリリーフとしてデビューを飾るが、MLBでの登板はこの1試合のみに終わっている。

## 映画のモデル
ストラットンのプロ野球復帰への挑戦はジェームズ・スチュワートとジューン・アリソンが主演かつ現役メジャーリーガーのジミー・ダイクス、元メジャーリーガーのビル・ディッキーとジーン・ビアーデンも自分自身の役でカメオ出演した1949年公開の映画『The Stratton Story』（邦題：『甦る熱球』）の主題となった。
公開の前年の1948年にはストラットンも映画製作に協力するためにハリウッドで一年の大半を過ごした。
MGMによると、映画の興行収入はアメリカ合衆国とカナダで約3,831,000ドル、海外では約657,000ドルを記録し、全世界合わせると約1,211,000ドルもの利益をもたらす大ヒット作となった。また、第22回アカデミー賞に1部門のみノミネートされたが、このアカデミー原案賞を受賞した。

## 引退後の人生
ストラットンはテキサス州グリーンビルのアーディスハイツ地区にある93エーカー（約140,000坪）の農場の家に長年住み、また、ウェスレー・メソジスト教会（メソジスト監督教会）の会員であり、グリーンビルのコミュニティの活動にも参加していた。グリーンビルのリトルリーグの指導者も務めた。
1964年に息子デニスが23歳で猟銃自殺。1982年9月29日にがんによる長期間の闘病生活の末、グリーンビル市民総合病院にて死去。70歳没。エセル夫人は未亡人となり、死亡時に二人の間には存命している唯一の息子モンティ・ジュニアと4人の孫がいた。
夫人のエセル・エルセル・ストラットンはグリーンビル長老派教会病院でのボランティアに長年携わり、2006年にテキサス州アーリントンにて90歳で亡くなった。

## 詳細情報

### 年度別投手成績
| 年 度     | 球 団     | 登 板 | 先 発 | 完 投 | 完 封 | 無 四 球 | 勝 利 | 敗 戦 | セ 丨 ブ | ホ 丨 ル ド | 勝 率 | 打 者 | 投 球 回 | 被 安 打 | 被 本 塁 打 | 与 四 球 | 敬 遠 | 与 死 球 | 奪 三 振 | 暴 投 | ボ 丨 ク | 失 点 | 自 責 点 | 防 御 率 | W H I P |
| --------- | --------- | ----- | ----- | ----- | ----- | -------- | ----- | ----- | -------- | ----------- | ----- | ----- | -------- | -------- | ----------- | -------- | ----- | -------- | -------- | ----- | -------- | ----- | -------- | -------- | ------- |
| 1934      | CWS       | 1     | 0     | 0     | 0     | 0        | 0     | 0     | 0        | --          | ----  | 13    | 3.1      | 4        | 0           | 1        | --    | 0        | 0        | 0     | 0        | 2     | 2        | 5.40     | 1.50    |
| 1935      | CWS       | 5     | 5     | 2     | 0     | 0        | 1     | 2     | 0        | --          | .333  | 159   | 38.0     | 40       | 0           | 9        | --    | 2        | 8        | 0     | 0        | 17    | 17       | 4.03     | 1.29    |
| 1936      | CWS       | 16    | 14    | 3     | 0     | 0        | 5     | 7     | 0        | --          | .417  | 434   | 95.0     | 117      | 8           | 46       | --    | 1        | 37       | 3     | 0        | 66    | 55       | 5.21     | 1.72    |
| 1937      | CWS       | 22    | 21    | 14    | 5     | 3        | 15    | 5     | 0        | --          | .750  | 650   | 164.2    | 142      | 6           | 37       | --    | 2        | 69       | 0     | 0        | 55    | 44       | 2.40     | 1.09    |
| 1938      | CWS       | 26    | 22    | 17    | 0     | 1        | 15    | 9     | 2        | --          | .625  | 797   | 186.1    | 186      | 18          | 56       | --    | 7        | 82       | 2     | 1        | 95    | 83       | 4.01     | 1.30    |
| 通算：5年 | 通算：5年 | 70    | 62    | 36    | 5     | 4        | 36    | 23    | 2        | --          | .610  | 2053  | 487.1    | 489      | 32          | 149      | --    | 12       | 196      | 5     | 1        | 235   | 201      | 3.71     | 1.31    |

- 各年度の太字はリーグ最高

### 記録
- オールスターゲーム選出：1回 （1937年）

### 背番号
- 24 （1934年）
- 36 （1935年）
- 25 （1936年 - 1938年）